# NGC 5997
NGC 5997 est une vaste et lointaine galaxie elliptique compacte, située dans la constellation du Serpent. Sa vitesse par rapport au fond diffus cosmologique est de (12496 ± 9 km/s), ce qui correspond à une distance de Hubble de 184 ± 13 Mpc (∼600 millions d'al). NGC 5997 a été découverte par l'astronome allemand Albert Marth en 1865.
À ce jour, une mesure non basée sur le décalage vers le rouge (redshift) donne une distance d'environ 174 Mpc (∼568 millions d'al). Cette valeur est comprise à l'intérieur des valeurs de la distance de Hubble.